# Kilian Knörl
Kilian Knörl CMM (* 19. Februar 1930 in Heroldsberg; † 19. April 1988 in Empandeni bei Plumtree, Simbabwe) war ein deutscher römisch-katholischer Ordensmann, Missionar und Märtyrer.

## Leben
Valentin Knörl wuchs mit drei Geschwistern in einer oberfränkischen Landwirtsfamilie auf. Eine Schwester wurde Mariannhiller Missionsschwester. Er selbst trat 1947 in Reimlingen in den Orden der Mariannhiller Missionare ein, wurde 1948 als Bruder Kilian eingekleidet und legte am 1. Mai 1950 die erste sowie am 1. Mai 1953 die ewige Profess ab. 1960 ging er in die Fatima-Mission im Bistum Hwange in Rhodesien, 1965 in die Regina-Mission im Erzbistum Bulawayo. Nachdem er dort jeweils die Missionsfarm geleitet hatte, bildete er 1974 in der Embakwe-Mission einheimische Kandidaten aus und übernahm 1975 die Missionsfarm in Empandeni, 30 Kilometer von Plumtree entfernt. Dort wurde er im April 1988 am Tag der Unabhängigkeit von bewaffneten Oppositionellen erschossen, nachdem er einem von ihnen, der auf seinen Mitbruder Johannes Banning einschlug, die dazu benutzte Axt entrissen hatte. Der Mitbruder überlebte.
Der Abschiedsgottesdienst versammelte am 26. April in der Kathedrale von Bulawayo zahlreiche Gläubige sowie Prälat Lorenzo Baldisseri und den Diplomaten Hans-Werner Bussmann.

## Gedenken
Die Römisch-katholische Kirche in Deutschland hat Kilian Knörl als Märtyrer in das deutsche Martyrologium des 20. Jahrhunderts aufgenommen.